# 이그나시오 마리아 알코르타
이그나시오 마리아 알코르타 에르모소(스페인어: Ignacio María Alcorta Hermoso; 1906년 12월 13일, 바스크 주 톨로사 ~ 1967년 12월 1일, 안달루시아 주 그라나다)는 줄여서 촐린(스페인어: Cholín)으로도 알려진 스페인의 축구 선수로, 현역 시절 공격수로 활약하였다. 그는 1928 올림픽의 축구 대회에 참가하였고, 이 대회에서 처음이자 마지막 국가대표팀 경기 출전을 기록했다.
클럽 무대에서, 그는 지역의 톨로사, 레알 소시에다드(그는 여기서 라 리가 53골, 전 대회 통틀어 136골을 기록했고, 1928년에는 코파 델 레이 준우승을 거두었다), 그리고 그라나다에서 활약하였다. 그는 은퇴 후에 알라베스, 레알 하엔, 그리고 그라나다를 지도했는데, 후자의 구단의 임기를 세 번 맡았으며, 그 구단의 연고지에 정착하여 1967년에 눈을 감을 때까지 살았다.